# Karen Milenka Torrez Guzmán
Karen Milenka Torrez Guzmán (Cochabamba, Bolívia; 29 de juliol de 1992) és una nedadora boliviana. Va participar en els Jocs Olímpics de Londres 2012, en els quals va ser la banderera del seu país. Va finalitzar la prova de 100 metres lliures femenins en el lloc 37, amb un temps de 57,78 segons.